# Braunsia bicarinata
Braunsia bicarinata är en stekelart som först beskrevs av Cameron 1911.  Braunsia bicarinata ingår i släktet Braunsia och familjen bracksteklar. Inga underarter finns listade.